# Solanum wittei
Solanum wittei är en potatisväxtart som beskrevs av Robyns. Solanum wittei ingår i släktet skattor som ingår i familjen potatisväxter. Inga underarter finns listade i Catalogue of Life.